# الموثوقية التاريخية للأناجيل
الموثوقية التاريخية للأناجيل هو مصطلح يشير إلى دراسة الموثوقية والطابع التاريخي للأناجيل الأربعة كمصادر تاريخية. يعتقد البعض أن الأناجيل الأربعة تحقق المعايير الخمسة للموثوقية التاريخية(مطروحة للنقاش)؛ فيما يرى آخرون أن القليل مما جاء في الأناجيل يمكن اعتباره موثوقًا تاريخيًا. ومع ذلك، يجزم الباحثون في تاريخ العصور القديمة بوجود يسوع، ولكنهم اختلفوا حول تاريخية أحداث معينة وردت في النصوص الإنجيلية حول يسوع، والحدثان الوحيدان اللذان حظيا بتوافق عام تقريبًا بين الباحثين هما تعميد يسوع على يد يوحنا المعمدان وصلب المسيح بأمر من الحاكم الروماني بيلاطس البنطي. من بين العناصر المتأصلة تاريخيًا ولكنها محل شك أحداث ميلاد يسوع، وبعض الأحداث الإعجازية في مسألة قيامته، وبعض تفاصيل صلبه.
تعد وجهة النظر الغالبة في أناجيل متى ومرقس ولوقا التي يشار إليها بالأناجيل الإزائية المصادر الرئيسية للمعلومات حول يسوع التاريخي وحركته الدينية التي أسسها. أما الإنجيل الرابع إنجيل يوحنا، فيختلف كثيرًا عن الأناجيل الثلاثة الأولى. يعتمد المؤرخون في كثير من الأحيان على دراسة الموثوقية التاريخية لسفر أعمال الرسل عند دراسة موثوقية الأناجيل، حيث يبدو أن مؤلف السفر هو نفسه مؤلف إنجيل لوقا.
يلجأ المؤرخون الذين يخضعون الأناجيل إلى التحليل النقدي إلى محاولة تمييز المعلومات الموثوقة عن تلك المعلومات الموضوعة والمبالغات والتعديلات، نظرًا لعظم الاختلافات النصية في العهد الجديد، يستخدم الباحثون النقد النصي لتحديد أي نصوص الإنجيل المختلفة يمكن اعتبارها نظريًا كنص أصلي. لذا، فقد تساءل الباحثون عمّن كتب الإنجيل؟، وعندما كتبوه ماذا كانت أهدافهم وراء كتابته؟، ما المصادر التي لجأ إليها المؤلفون؟، ما مدى مصداقية تلك المصادر؟، إلى أي مدى كانت المصادر قريبة زمنيًا من القصص التي كانت ترويها؟، وهل تغيرت تلك القصص في وقت لاحق؟. بحث العلماء أيضًا عن دلائل من داخل النصوص، لمعرفة ما إذا، على سبيل المثال، كان النص نقل غير دقيق لنصوص من التناخ العبري؟، هل هناك مزاعم حول عدم الدقة الجغرافية للأحداث؟، هل تبيّن أن المؤلف قد أخفى معلومات؟، أو ما إذا كان المؤلف قد تنبّأ بشيء معين؟. وأخيرًا، لجأ الباحثون إلى مصادر خارجية، بما في ذلك شهادات آباء الكنيسة الأولى، والكتاب من خارج الكنيسة (أغلبهم مؤرخين يهود ورومان إغريقيين) الذين يُعتقد أنهم انتقدوا الكنائس الأولى، بالإضافة لاستعانة العلماء بالأدلة الأثرية.

## منهجية التقصي
عند الحكم على الموثوقية التاريخية للأناجيل، تساءل العلماء إذا تم الحكم على روايات الأناجيل وفق المعايير العادية التي استخدمها المؤرخون للحكم على الكتابات الأخرى القديمة أكانت روايات موثوقة أم لا؟. كانت تساؤلاتهم الأساسية هل تلك الأناجيل أصلية؟، وهل النسخة الأصلية كانت دقيقة من رواية شاهد عيان؟، وهل تناقلت نسخ الأناجيل الأصلية بدقة عبر العصور حتى وصلت لنا؟. ولتقييم الموثوقية التاريخية للأناجيل، وضع العلماء في حسبانهم عدة عوامل شملت التأليف وتاريخ التأليف، والنوايا وأسلوب الكتابة، ومصادر الإنجيل وتناقله شفاهةً، وانتقاد النص، والدقة التاريخية لبعض المقولات والأحداث السردية.
يعد أسلوب الكتابة في الأناجيل أساسيًا في فهم نوايا المؤلفين عند النظر إلى القيمة التاريخية للنصوص. يقول الباحث في العهد الجديد غراهام ستانتون بأن: «هناك اتفاق على نطاق واسع على تصنيف الأناجيل ضمن المجموعة الفرعية للأسلوب الأدبي القديم المستخدم في كتابة السير الذاتية.» ويتفق معه تشارلز تالبيرت في أنه يجب تصنيف الأناجيل ضمن السير الذاتية اليونانو-رومانية، ولكنه أضاف أن هذا النوع من السير كان به عنصر من الخرافة، وأن الأناجيل الإزائية بها عناصر من الخرافات. ويرى إد باريش ساندرز أنه: «كتبت تلك الأناجيل من أجل تمجيد يسوع، وهي ليست سيرة ذاتية حرفيًا في طبيعتها». كما كتبت أنغريد مايش وأنطون فوغتيل لكارل راينر في موسوعته للمصطلحات اللاهوتية يوضّحان أن الأناجيل كتبت في البداية كنصوص دينية، وليست تاريخية. بينما قال إيراسمو ليفيا-ميريكاكيس أن: «من الواجب أن نضع في الاعتبار أن الأسلوب الكتابي للإنجيل لم يكن تاريخًا صافيًا؛ كما أنه لم يكن خرافات أو حكايات خرافية أو أساطير. في الواقع، فقد شكّل الإنجيل نوع أدبي فريد، مثير للدهشة في أدب العالم القديم» فيما يرى بعض ناقدي الإنجيل أن المسيحية ليست مبنية على شخصية تاريخية، وإنما بنيت بابتداع خرافة. تقوم تلك الفرضية على فكرة أن يسوع كان تجلّيًا لأوزوريس-ديونيسوس عند اليهود الهيلينيين.
يميل العلماء إلى اعتبار أعمال لوقا هي الأقرب في الأسلوب الكتابي إلى التأريخ الصريح، رغم قولهم أن لوقا ليس دومًا مصدرًا موثوقًا، أو أنه يُقدّم دورمًا الرواية الأكثر واقعية للأحداث. يؤمن جيمس دون الباحث في العهد الجديد بأن: «المتناولون الأوائل للإنجيل داخل الكنائس المسيحية كانوا حفظة أكثر منهم مبتدعين... فكانوا يسعون إلى النقل والتوصيل والشرح والتفسير والتوضيح، وليس إلى ابتداع الجديد... ورغم إيماني بأن معظم ما نقلته الأناجيل الإزائية، تلقيناه في أكثر الطرق مباشرةً لنقل تعاليم وكهنوت يسوع، حيث أنها بدأت مع بداية عملية النقل (غالبًا قبل قيامة يسوع)، وبالتالي فهي بالكاد نقل مباشر لكهنوت وتعاليم يسوع من أعين وأسماع الذين لازموه.»، وعلى النقيض يقول ديفيد جينكيز الأسقف السابق لدورهام والأستاذ الجامعي أن: «بالتأكيد لا! ليس هناك تأكيد على الإطلاق في العهد الجديد عن أي شيء ذي أهمية».
وضع العلماء الناقدون للأناجيل عدة معايير لتقييم الاحتمالية أو الدقة التاريخية لأي حدث موثّق أو عبارة واردة في الأناجيل. طُبّقت تلك المعايير من أجل مساعدة الباحثين على إعادة بناء سيرة يسوع التاريخي. ووفق معايير عدم التوافق، فإنه إذا لم تتطابق أو ناقضت عبارة أو حدث في النصوص النظرة اليهودية ليسوع أو النظرة إلى الكنيسة الأولى، فبالتالي يمكن اعتبار عبارة أو فعل يسوع المذكور في الأناجيل موثوقًا. أحد الأمثلة العامة على ذلك، تفسير يسوع الجديد الجدلي لشريعة موسى في موعظته على الجبل، أو قرار بطرس بالسماح بالختان في المسيحية كما كان يفعل وقتئذ المسيحيون اليهود. معيار آخر مستخدم في نقد النص، وهو معيار الإحراج، الذي يقول بأنه ليس هناك دافع لواضعي الأناجيل لابتكار حوادث محرجة كإنكار بطرس ليسوع، أو فرار أتباع يسوع بعد إلقاء القبض عليه، وبالتالي فإن تفاصيل كهذه لن تُدرج إلا إذا كانت صحيحة. استخدم برات إيهرمان معيار عدم التوافق للحكم على الموثوقية التاريخية للادعاء بتعميد يسوع على يد يوحنا المعمدان، فقال: «من الصعب تخيّل أن مسيحيًا سيختلق قصة تعميد يسوع، حيث أنها من الممكن استغلالها بأن يسوع كان تابعًا ليوحنا.»
يقول معيار الإثبات المتعدد أنه إذا قدّم مصدرين أو أكثر روايات متطابقة أو متآلفة، فإنه من المرجح أن تلك الروايات تقارير دقيقة للأحداث، أو أنهم تناقلوا رواية كانت متداولة في الفترة التي سبقت كتابة المصدر نفسه. يستخدم هذا المعيار عادةً لإثبات توافق الأناجيل الأربعة ورسائل بولس وكتابات الكنيسة الأولى في معظم الأحداث، ويتوافق معها أيضًا ولكن بدرجة أقل الكتابات غير المسيحية القديمة. أما معيار التوافق الثقافي والتاريخي فيُبنى على أن المصدر أقل مصداقية إذا ناقض الحقائق التاريخية المعروفة، أو إذا تعارض مع العادات الثقافية الشائعة في تلك الفترة. على سبيل المثال، استخدم هذا المعيار عادةً لتقييم مدى مصداقية مزاعم لوقا، كاللقب الرسمي لبيلاطس البنطي. ومن خلال المعايير اللغوية، يمكن استخلاص عدد من الاستنتاجات. فمثلاً، إذا كان لأحد عبارات يسوع جذورً آرامية، فإن ذلك يعطي لصحة العبارة أرجحية.

## علم الآثار والجغرافيا

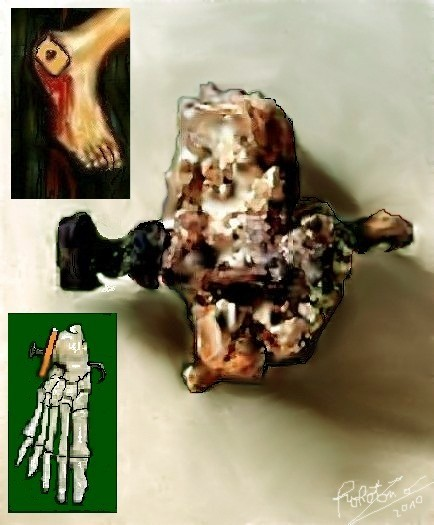
بقايا عظام يهوحانان، ضحية من القرن الأول الميلادي تعرّض للصلب في أورشليم، مع مسمار لازال في عقبه.

## أقدم المخطوطات الموجودة
تعد أقدم المخطوطات المتعلقة بالإنجيل هي قصاصة بردية 52 من إنجيل يوحنا والتي يقدر حجمها بحجم بطاقة الأعمال، وهي ترجع إلى النصف الأول من القرن الثاني الميلادي. أما أول نسخة كاملة من أحد أسفار العهد الجديد، فيعود تاريخها إلى حوالي سنة 200 م، بينما أقدم النسخ الكاملة للعهد الجديد فهي المخطوطة السينائية التي ترجع للقرن الرابع الميلادي. تعد الفجوة الزمنية بين زمن التأليف وأقدم نصوص المخطوطات الموجودة في حالة الأناجيل، هي الأقل بين المخطوطات القديمة المقبولة الأخرى، كالمخطوطات المنسوبة إلى أفلاطون، حيث يرجع زمن أقدم النسخ من حوارات أفلاطون إلى حوالي 1,000 سنة بعد كتابة أفلاطون لنصها. تعد أيضًا حالة أقدم المخطوطات أمرًا مهمًا، ولكنه لا يؤثر بالضرورة على موثوقيتها أو عدم موثوقيتها كمصدر.
الجدول التالي يذكر أقدم المخطوطات الموجودة للأناجيل.
| السفر       | أقدم المخطوطات الموجودة | التاريخ             | الهيئة       |
| إنجيل متى   | {\displaystyle {\mathfrak {P}}}1, {\displaystyle {\mathfrak {P}}}19, {\displaystyle {\mathfrak {P}}}21, {\displaystyle {\mathfrak {P}}}25, {\displaystyle {\mathfrak {P}}}37, {\displaystyle {\mathfrak {P}}}45, {\displaystyle {\mathfrak {P}}}53, {\displaystyle {\mathfrak {P}}}64/67, {\displaystyle {\mathfrak {P}}}70, {\displaystyle {\mathfrak {P}}}77, {\displaystyle {\mathfrak {P}}}101, {\displaystyle {\mathfrak {P}}}103, {\displaystyle {\mathfrak {P}}}104 | حوالي سنة 150–250 م | قصاصات كبيرة |
| إنجيل مرقس  | {\displaystyle {\mathfrak {P}}}45 | حوالي سنة 250 م     | قصاصات كبيرة |
| إنجيل لوقا  | {\displaystyle {\mathfrak {P}}}4, {\displaystyle {\mathfrak {P}}}69, {\displaystyle {\mathfrak {P}}}75, {\displaystyle {\mathfrak {P}}}45 | حوالي سنة 175–250 م | قصاصات كبيرة |
| إنجيل يوحنا | {\displaystyle {\mathfrak {P}}}5, {\displaystyle {\mathfrak {P}}}6, {\displaystyle {\mathfrak {P}}}22, {\displaystyle {\mathfrak {P}}}28, {\displaystyle {\mathfrak {P}}}39, {\displaystyle {\mathfrak {P}}}45, {\displaystyle {\mathfrak {P}}}52, {\displaystyle {\mathfrak {P}}}66, {\displaystyle {\mathfrak {P}}}75, {\displaystyle {\mathfrak {P}}}80, {\displaystyle {\mathfrak {P}}}90, {\displaystyle {\mathfrak {P}}}95, {\displaystyle {\mathfrak {P}}}106       | حوالي سنة 125–250 م | قصاصات كبيرة |

## التأليف وتاريخه
يعتقد معظم العلماء في فرضية المصدرين التي تدعي أن إنجيل مرقس كتب أولاً. وفقًا لهذه الفرضية، فقد استخدم كاتبي إنجيل متى وإنجيل لوقا إنجيل مرقس والوثيقة ق المفترضة، بالإضافة إلى بعض المصادر الأخرى، لكتابة أناجيلهم. اتفق العلماء على أن إنجيل يوحنا كان الأخير كتابةً، كما اتفق معظمهم على أن مؤلف إنجيل لوقا هو من كتب سفر أعمال الرسل، وأن الإثنين شقين لعمل واحد سمّوه «أعمال لوقا».

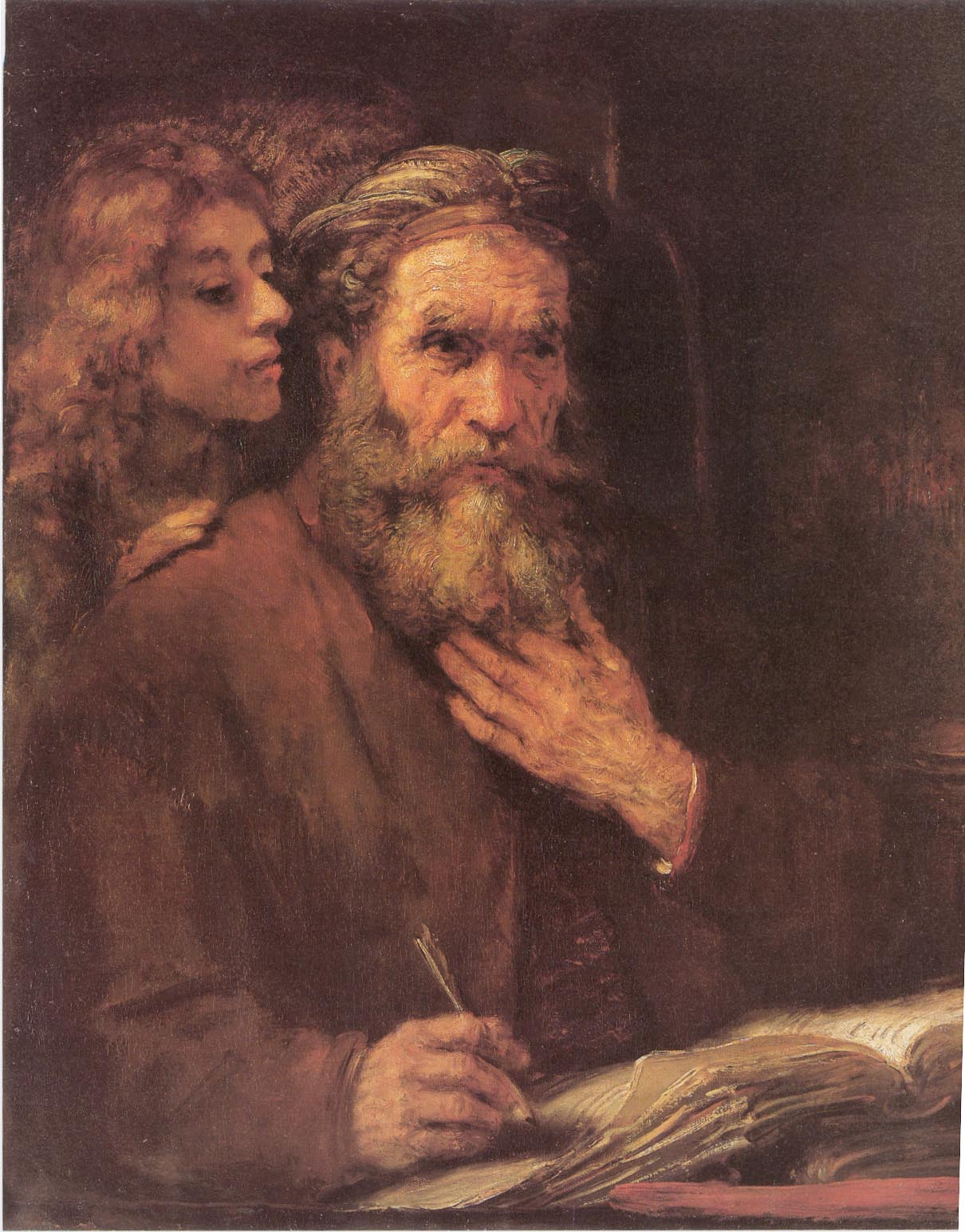
البشير متى والملاك - بريشة رامبرانت

بالمعنى الدقيق للكلمة، فإن مؤلف كل الإنجيل مجهول. غير أن إنجيل يوحنا مستثنى نوعًا ما من ذلك، حيث أشار المؤلف ببساطة إلى نفسه بأنه التلميذ الذي أحبه يسوع، وادعى أنه عضو في دائرة يسوع الداخلية. خلال القرون التالية، نُسب كل إنجيل قانوني إلى تلميذ أو أقرب الملازمين إلى تلميذ، ولكن يرفض معظم العلماء تلك النسبة.

### الأناجيل الإزائية
يشار إلى أناجيل متى ومرقس ولوقا بالأناجيل الإزائية لتشابه تتابعها وكلماتها. عند تأليف تلك الأناجيل كُتبت بالكوينه اليونانية، ويتطابق معظم مرقس مع نصف متى ولوقا في المحتوى، وفي معظم الترتيب، تقريبًا حرفيًا. وتعد الأناجيل الإزائية المصدر الأوليّ للمعلومات حول يسوع التاريخي وحركته الدينية التي أسسها. وقد قصّت تلك الأناجيل قصة حياة وكهنوت وصلب وقيامة رجل يهودي اسمه يسوع كان يتحدث بالآرامية. هناك فرضيات مختلفة حول أصل النصوص لأن أناجيل العهد الجديد كانت مكتوبة باللغة اليونانية لمجتمعات تتحدث اليونانية، ثم ترجمت فيما بعد إلى السريانية واللاتينية والقبطية.

#### إنجيل مرقس
يعد إنجيل مرقس المصدر الأساسي للمعلومات حول يسوع. من المحتمل أن يكون هذا الإنجيل قد كُتب في روما أو أنطوشين جنوب سوريا. ينظر علماء العهد الجديد إلى شخص يسوع عامةً باعتباره رجل جليلي صالح، نظرًا لتعميده على يد يوحنا المعمدان، وسمعته كمعالج وطارد للأرواح الشريرة، وموعظته حول عودة مملكة الرب، ومجموعة تلاميذه الملازمين له، والاضطراب الذي تسبب به في المعبد، وخيانة الآخرين له، وصلبه في عهد بيلاطس البنطي. في سنة 1901 م، عارض ويليام وريد الموثوقية التاريخية لإنجيل مرقس، لاعتباره أن مرقس خان سر يسوع عندما أفصح عن هويته المسيحانية، حيث أن يسوع التاريخي لم يدعى أبدًا أنه المسيح. كشفت التحليلات اللاحقة للنص أنه عبارة عن مقتطفات رتّبها مرقس، أو شخص ما قبله. ورغم اعتقاد معظم العلماء أن يسوع كان نبيًا مُبشّرًا بنهاية العالم، كما أظهره مرقس في إنجيله، إلا أن أقلية من العلماء المعاصرين البارزين زعموا أن مملكته القادمة التي بشّر بها ستكون ثورة اجتماعية، وليس عالمًا خارقًا للطبيعة بعد نهاية عالمنا.
الشائع أن إنجيل مرقس كتبه مرقس الذي كان مترجمًا للقديس بطرس. تذكر بعض المصادر القديمة أن ما كتبه مرقس، أملاه عليه القديس بطرس، ثم أصبح معروفًا بعدئذ بإنجيل مرقس. ومع ذلك، يبدو أن هذا الإنجيل قد اعتمد على مصادر عدة، مختلفة في هيئتها ولاهوتيتها، والتي تذكر أن الإنجيل استند على عظات بطرس. ويعتقد معظم العلماء أن إنجيل مرقس كتبه الجيل الثاني من المسيحيين، حوالي أو بعد فترة وجيزة من سقوط القدس وتدمير الهيكل الثاني سنة 70 م. لاحظ ريتشارد بوكهام أن جغرافيا إنجيل مرقس دقيقة في حدود معلومات صياد من كفرناحوم، وهو ما يتسق مع اعتماد مرقس على أقوال بطرس، الذي كان في الواقع أحد الصيادين. استخدام العديد من العلماء الخرائط الحديثة للحكم على صحة إنجيل مرقس، مما أدى لحكمهم الخاطئ على جغرافيته. فالصياد لن يعتمد أبدًا على خريطة، وإنما ستكون خريطته ذهنية من خلال ممارساته. يستدل البعض على عدم دقة جغرافية إنجيل مرقس بأمثلة مثل ما ورد في إنجيل مرقس، الإصحاح 7، العدد 31: «ثم خرج أيضًا من تخوم صور وصيداء، وجاء إلى بحر الجليل في وسط حدود المدن العشر»، فوفقًا للجغرافيا الحديثة، لا يُعقل أن المتجه من صور إلى بحر الجليل سيمر من صيدا، كما أنه لم يكن هناك طريقًا من صيدا إلى بحر الجليل في القرن الأول الميلادي، بل هو طريق واحد فقط إلى صور. فسر العلماء الكاثوليك هذه المقطع أنه لا إشكالية في ذلك، فقد كان يسوع يسافر طرق غير تقليدية، فيتّجه مثلاً شمال أولاً، ثم شرقًا، فجنوبًا.

#### إنجيل متى
هناك اعتقاد بأن إنجيل متى كتب في أنطاكية التي أصبحت بعد ذلك جزءًا من ولاية سوريا الرومانية أو في شمال فلسطين. كما يعتقد معظم العلماء أن إنجيل متى اعتمد بشدة على إنجيل مرقس، كما أضاف تعاليمًا من الوثيقة ق. ورغم إضافة متى لمواد مثل الموعظة على الجبل، إلا أن الكثير من تلك المواد تُنسب إلى يسوع التاريخي. يرى إد باريش ساندرز أن الفقرات المتعلقة بطفولة يسوع مُخترعة. ورغم أن إنجيل متى أظهر أن كهنوت يسوع كان فقط لليهود، إلا أنه عند تناوله لصعود يسوع كان تكليفًا للتلاميذ بالتبشير في كل أنحاء العالم. فسر غزا فرمش ذلك بأن كهنوت يسوع كان حصرًا لليهود، وأن ما جاء به الإنجيل بالدعوة في كل الأمم كان تطويرًا من المسيحيين الأوائل.
وفقًا لوجهة نظر الأغلبية، من غير المرجح أن يكون هذا الإنجيل قد كتبه شاهد عيان، وربما كان مؤلفه من المسيحيين اليهود كتبه لطائفته. ويُرجّح علماء الكتاب المقدس عمومًا أن إنجيل متى تم تأليفه بين سنتي 70-100 م تقريبًا.
أما عن لغة إنجيل متى، فقد نقل يوسابيوس القيصري عن بابياس أسقف هيرابوليس أن: «متى ألف إنجيله بالعبرية، وكل شخص فسّره حسب قدرته». بينما زعم دانييل هارينغتون أستاذ العهد الجديد في كلية بوسطن اللاهوتية أنه استنادًا إلى أدلة من داخل هذا الإنجيل، فربما كُتبت أجزاء من إنجيل متى أولاً باللغة الآرامية. أما قصص ولادته وصعوده، فكُتبت أولاً بالكونية اليونانية، مما يرجح أن إبيونيًا هو من كتب النسخة الآرامية من إنجيل متى، لاستبعاده قصص ولادته وصعوده.

#### إنجيل لوقا
كُتب إنجيل لوقا في إحدى المدن الكبرى غرب فلسطين. رغم اعتقاد بورتون ماك، استنادًا إلى اللغة اليونانية العامية المستخدمة في كتابة الإنجيل وارتباطه الواضح ببولس وقبول الهراطقة المرقيونيين له، أن المؤلف من اليونان أو غرب آسيا الصغرى. مثل إنجيل متى، اعتمد إنجيل لوقا على إنجيل مرقس، مع بعض الإضافات من الوثيقة ق، إلا أنه تفرّد بقدر كبير من النصوص مثل السامري الصالح، والكثير من القصص التي تبدو حقيقية. كما أكد إنجيل لوقا على عالمية مهمة ورسالة يسوع، ولكن غزا فرمش أصرّ على أن نسبة عالمية رسالة يسوع إلى يسوع التاريخي، أمرًا غير دقيق. وكما هو الحال مع إنجيل متى، يحيط الكثير من الجدل بقصة ولادة يسوع في إنجيل لوقا.
يتمسك بعض العلماء بزعمهم أن لوقا الإنجيلي كان رفيقًا للقديس بولس الذي على الأرجح لم يكن شاهد عيان على كهنوت يسوع، وأنه هو من كتب إنجيل لوقا وسفر أعمال الرسل. ويشير آخرون إلى أن سفر أعمال الرسل يتناقض مع رسائل بولس الخاصة، وينفي عنه صفة الرسول، مما قد يُشير إلى أن المؤلف لم يكن رفيقًا لبولس. وكما هو الحال مع جميع الأناجيل، من غير المعروف بالضبط متى كُتب إنجيل لوقا. اقترح العلماء أنه كتب بين سنتي 60-90 م. ومع ذلك، يزعم دونالد غوثري أن سفر الأعمال كان مكتوبًا في بداية ستينيات القرن الأول الميلادي (حيث انتهت كتابته قبل وفاة بولس، الذي مات على الأرجح خلال اضطهاد المسيحيين على يد نيرون بين سنتي 64-68 م)، وبالتالي فإن إنجيل لوقا يجب أن يكون قد كتب قبل ذلك، أي حوالي سنة 60 م.
هناك توافق عام على أن كاتب إنجيل لوقا وسفر أعمال الرسل واحد. معظم الدلائل المباشرة على ذلك تأتي من مقدمة كل منهما، حيث خاطبا في المقدمتين شخصًا يُدعى «ثيوفيلوس»، ففي سفر أعمال الرسل، الإصحاح الأول، العدد 1-2 هناك إشارة إلى إنجيل لوقا حيث قال: «الكلام الأول أنشأته يا ثاوفيلُس، عن جميع ما ابتدأ يسوع يفعله ويُعَلِّم به، إلى اليوم الذي ارتفع فيه، بعد ما أوصى بالروح القدس الرسل الذين اختارهم». علاوة على ذلك، هناك أوجه تشابه لغوي ولاهوتي بين العملين، مما يوحي بأن مؤلفهما واحد. كما أن كلا الكتابين أهدافهما واحدة.

### إنجيل يوحنا
على الأرجح، كُتب إنجيل يوحنا في أفسس، ولكن هناك احتمالات أخرى أنه كُتب في أنطاكية أو شمال سوريا أو فلسطين أو الإسكندرية. ويعتقد بعض العلماء أن تعاليم يسوع في هذا الإنجيل لا يمكن التوفيق بينها وبين تلك الموجودة في الأناجيل الإزائية، بينما يرى علماء آخرون من بينهم جون روبنسون أن الأناجيل الإزائية يمكن توفيقها في إطار إنجيل يوحنا.
في وجهة نظر الأغلبية، فإنه من غير المحتمل أن يكون يوحنا الرسول هو من كتب إنجيل يوحنا. وبدلاً من الرواية العادية حول كهنوت يسوع، أعطت رواية إنجيل يوحنا عمق لشخصية وتعاليم يسوع، مما يجعل كون أن يوحنا الرسول هو المؤلف، أمرًا غير محتمل، وهي القضية التي كانت محور انقسام واسع النطاق بين الآراء، ولا توافق حولها. يعتقد الكثير من العلماء أن عبارة «التلميذ المحبب ليسوع» هي كناية عن الشخص الذي يسمع ويتّبع يسوع، وأن إنجيل يوحنا استند بشدة على شهادة هذا التلميذ المحبوب. ومن جانب آخر، يُأرّخ معظم العلماء إنجيل يوحنا في الفترة بين سنتي 80-95 م تقريبًا.

## انتقاد النص والزيادات

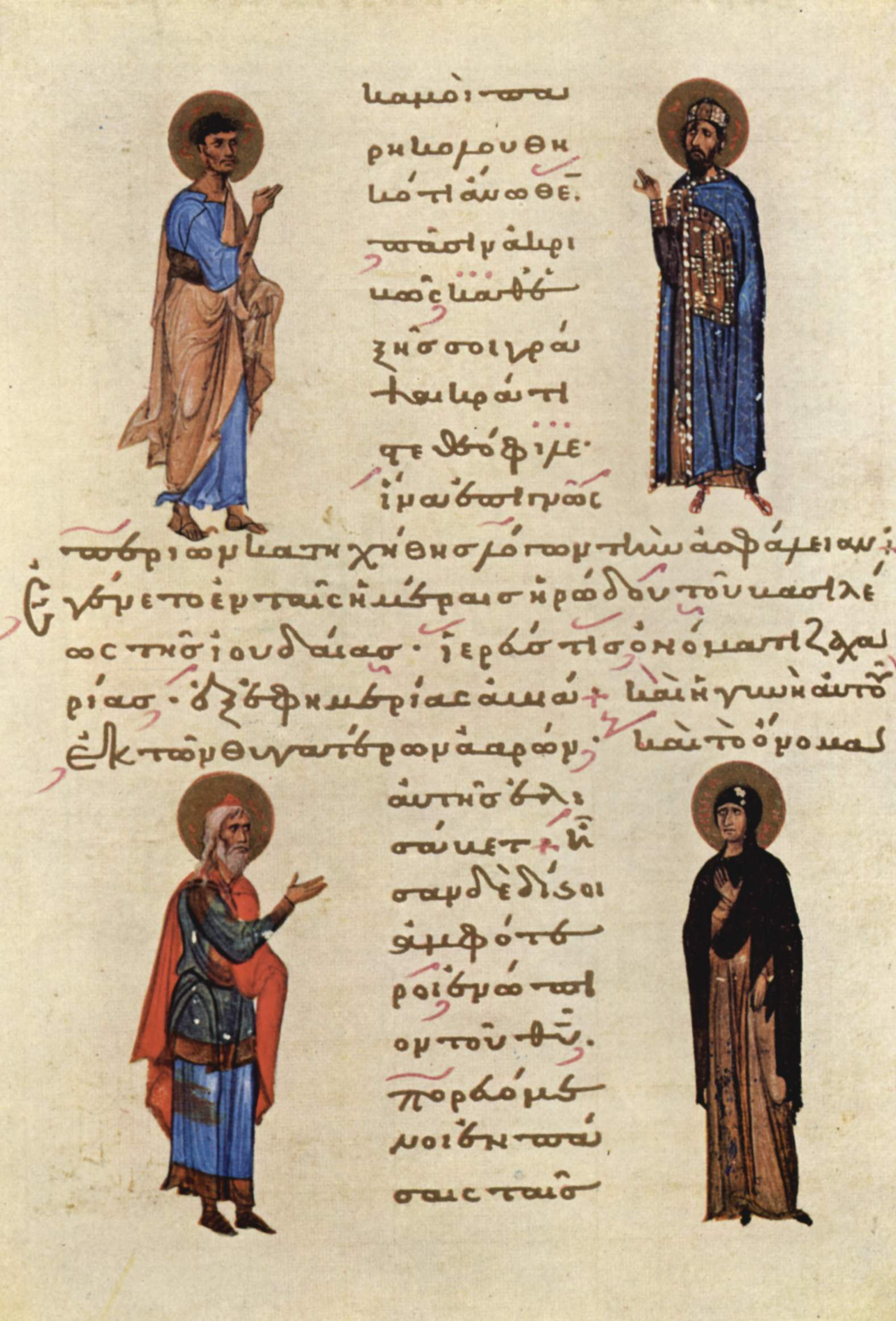
مخطوطة بيزنطية من القرن الحادي عشر الميلادي تحتوي على مقدمة إنجيل لوقا.

يتعامل النقد النصي مع تحديد وإزالة أخطاء النسخ في نصوص المخطوطات. أحدث الكتبة القدامى أخطاء أو تعديلات (بما في ذلك إضافات غير أصلية). لذا، فقد جرت محاولات لتحديد النص الأصلي لكتب العهد الجديد، كما حدّد بعض نقاد النصوص المعاصرون أقسامًا وصفوها بأنها مواد مضافة بعد قرون من كتابة الإنجيل. تسمى هذه الإضافات بالزيادات. في الترجمات الحديثة للكتاب المقدس، أدت نتائج النقد النصي إلى استبعاد أو تحديد بعض الآيات والكلمات والعبارات كونها ليست أصلية. على سبيل المثال، هناك عدد من آيات الكتاب المقدس في العهد الجديد التي كانت موجودة في نسخة الملك جيمس، ولكنها غابت في معظم ترجمات الكتاب المقدس الحديثة. يعتبر معظم علماء النصوص المعاصرين هذه الآيات زيادات (تشمل الاستثناءات الإدعاءات في النص البيزنطي). تُركت أرقام الآيات، ولكن حُذف النص، وذلك للحفاظ على الترقيم التقليدي للآيات المتبقية. يشير عالم الكتاب المقدس بارت إيرمان أن العديد من الآيات الحالية لم تكن جزءًا من النص الأصلي للعهد الجديد، فقال: «غالبًا ما تتواجد تلك الإضافات في مخطوطات العهد الجديد التي ترجع إلى العصور الوسطى المتأخرة، والتي لم تتواجد في مخطوطات القرون السابقة،... ونظرًا لاعتماد نسخة الملك جيمس من الكتاب المقدس على المخطوطات المتأخرة، فإن هذه الآيات أصبحت جزءًا من نص الكتاب المقدس في الأراضي الناطقة باللغة الإنجليزية». مع ذلك، لاحظ إيرمان أن الترجمات الإنجليزية الحديثة مثل الإصدار الدولي الجديد، كتبت بطريقة نصية أكثر ملاءمة.
تضم معظم طبعات الكتاب المقدس الحديثة حواشي تشير إلى الفقرات التي انتقدت نصيًا. كما ناقشت تفاسير الكتاب المقدس أيضًا ذلك، أحيانًا باستفاضة. ورغم اكتشاف العديد من الاختلافات بين النسخ الأولى للنصوص الإنجيلية، إلا أن معظم هذه اختلافات إملائية أو في علامات الترقيم أو النحو. أيضًا، العديد من هذه الاختلافات ترتبط باللغة اليونانية، ولم تظهر في الترجمات إلى اللغات الأخرى. من بين أبرز الزيادات الإصحاح الأخير من إنجيل مرقس، المتعلق بقيامة يسوع، وقصة المرأة الزانية في إنجيل يوحنا. كما يؤمن بعض النقاد أيضًا أن الإشارة الواضحة إلى الثالوث في رسالة يوحنا الأولى وُضعت في وقت لاحق.
جُمع العهد الجديد من قصاصات أكثر من 5,800 مخطوطات يونانية، و 10,000 مخطوطات لاتينية و9,300 مخطوطات من مختلف اللغات القديمة الأخرى بما في ذلك السريانية والسلافية والجعزية والأرمنية. لم تكن كل المخطوطات الإنجيلية تخص كتابًا مسيحيين أرثوذكس منها مثلاً كتابات فالانتينوس الغنوصي المكتوبة في القرن الثاني الميلادي، وغيره من هؤلاء المسيحيين الذين اتهمتهم الكنيسة السائدة وقتئذ بالهرطقة. ونظرًا لكثرة عدد شهود الأحداث، فقد كان هناك صعوبات فريدة من نوعها، وإن كانت تلك الصعوبات قد أعطت العلماء فكرة أفضل عن مدى قرب الأناجيل الحديثة من النسخ الأصلية. يقول بروس متزجر: «كلما كان لديك نسخ تتفق مع بعضها البعض، خاصة إذا كانت قد ظهرت في مناطق جغرافية مختلفة، فإنه ستزيد قدرتك على التحقق منها لمعرفة كيف كانت الوثيقة الأصلية. وهي لن تتوافق إلا إذا كانت تتفرع من ذات المخطوطة الأصلية».
في كتاب «نص العهد الجديد»، قارن كيرت وباربرا آلاند بين عدد الآيات الخالية من الاختلافات، وعدد الاختلافات في كل صفحة (باستثناء الأخطاء الإملائية) في الطبعات السبع اليونانية الكبرى (تيشندورف، وويستكوت-هورت، وفون سودن، وفوجيلز، وميرك، وبوفر، ونستله-آلاند)، واستنتجا أن هناك توافق بنسبة 62.9٪ أو 4999/7947، وقالا: «وهكذا فإن ما يقرب من ثلثي نص العهد الجديد في سبع طبعات يونانية درسناها من العهد الجديد تتوافق اتفاق تام، بلا أي فروقات أخرى أكثر من بعض التفاصيل الإملائية (مثل هجائية الأسماء). وهناك فقرات لا تختلف فيها الطبعات السبع ولو بكلمة واحدة. ... في الإنجيل وأعمال الرسل ورؤيا يوحنا، تقل نسبة التوافق، بينما في الرسائل فالتوافق أكبر بكثير.» وفي إحصائهم، يتوافق إنجيل متى في النسخ بنسبة 60٪ (642 آية من أصل 1,071 آية)، وإنجيل مرقس بنسبة 45٪ (306 آية من أصل 678 آية)، وإنجيل لوقا بنسبة 57٪ (658 آية من أصل 1,151 آية)، وإنجيل يوحنا بنسبة 52٪ (450 آية من أصل 869 آية). تقريبًا كل هذه الاختلافات بسيطة، معظمها أخطاء إملائية أو نحوية يمكن يتصنيفها كأخطاء مطبعية غير مقصودة بسبب ضعف البصر. عدد قليل جدا من الاختلافات محل جدال بين العلماء، وعدد قليل منها أو ليس بينها ما يحمل أي أهمية لاهوتية. تعكس ترجمات الكتاب المقدس الحديثة هذا الإجماع حيث توجد اختلافات، ولكن عليها تعقيبات هامشية في تلك الترجمات.
وفي دراسة كمية لاستبيان مدى استقرار العهد الجديد بمقارنة المخطوطات القديمة بالمخطوطات الأحدث وصولاً إلى مخطوطات العصور الوسطى كالمخطوطات البيزنطية، استخلصت الدراسة أن النص مستقر بنسبة أكثر من 90٪ خلال تلك الفترة الزمنية. وتشير التقديرات إلى أن 0.1-0.2٪ فقط من اختلافات العهد الجديد أثّرت على معنى النص بأي صورة كانت.

## الاتساق الداخلي
أوضح مؤلفون مثل ريموند إدوارد براون أن الأناجيل تتعارض مع بعضها البعض في نواحي وتفاصيل هامة متعددة. يقول ويليام ديفيد ديفس وإد باريش ساندرز أنه: «كانت العديد من النقاط، وخاصة عن حياة يسوع المبكرة، مجهولة بالنسبة للمبشرين الإنجيليين ... لأنهم ببساطة لا يعرونها، واستئنسوا بالشائعات والأمل والافتراضات، للوصول إلى أفضل ما أمكنهم».

### روايات ميلاد يسوع
اعتبر علماء معاصرون مثل إد باريش ساندرز وغزا فرمش وماركوس بورج أن روايتي ميلاد يسوع كلتاهما غير تاريخيتان، بسبب التناقضات بينهما. وعلى النقيض، حاول مارك روبرتس تكوين رواية متجانسة حول ولادة يسوع، للتوفيق بين تلك التناقضات.
يرى الكثير من علماء الكتاب المقدس أن مناقشة تاريخية الأناجيل أمرًا ثانويًا، نظرًا لأن الأناجيل كُتبت في المقام الأول كوثائق لاهوتية لا كروايات تاريخية. جاء في رواية ميلاد يسوع في إنجيل متى، الإصحاح الأول، العدد 1-17، وفي إنجيل لوقا، الإصحاح 3، العدد 23-38 نسب يسوع، ولكن مع اختلاف في الأسماء، وحتى في عدد الأجيال بين الاثنين. اقترح بعض الكتاب أن الاختلاف ناتج عن نسبين مختلفين، فمتى نسبه إلى سليمان بن الملك داود حتى يعقوب والد يوسف النجار خطيب مريم، أما لوقا فنسبه إلى ناثان وهو ابن آخر للملك داود، وحتى هالي أبو يوسف النجار، وحمو مريم. من هنا، تسائل غزا فرمش لمَ لمْ يذكر لوقا مريم؟، كما تسائل ما الغرض الذي قد يخدم به النسب إلى امرأة في حالة اليهود؟. حذف فيرار فنتون، الذي ترجم واحدة من أولى نسخ الكتاب المقدس إلى اللغة الإنجليزية الحديثة، النسب المذكور في لوقا، ووضعه كملاحظة في نهاية ترجمته. وقال أنه حذفه لعدم توافقه مع النسب في العهد القديم، ولأن الإنجيل سيبدو أكثر سلاسة مع حذف النسب.

### تاريخ ميلاد يسوع
أرّخ كل من لوقا ومتى ولادة يسوع بأنها كانت في عهد الملك هيرودس الكبير الذي توفي سنة 4 م.:770 ومع ذلك، أرّخ إنجيل لوقا أيضًا ولادته بعد عشر سنوات من وفاة هيرودس، خلال التعداد الذي أجراه كيرينيوس سنة 6 م وفق ما ذكر المؤرخ يوسيفوس فلافيوس في تاريخه. قال ريموند إدوارد براون أنه: «تسبب هذا الجزء في إنجيل لوقا في إرباك معظم علماء نقد النصوص، وأفقدهم القدرة على تحديد التاريخ». لا زال بعض علماء ومفسري الكتاب المقدس المسيحي المحافظين يعتقدون بأن الروايتين يمكن التوفيق بينهما، بحجة أن النص في لوقا يمكن تفسيره بأنه تعداد آخر قبل ولاية كيرينيوس على سورية، وقال ترتليان أن عددًا من التعدادات أجري في جميع أنحاء العالم الروماني في ذاك الوقت. إلا أن غزا فرمش وصف هذا النهج بأنه «ألعاب بهلوانية تفسيرية».

### وفاة يهوذا
يقول رايموند براون أن هناك تناقضًا واضحًا حول وفاة يهوذا الإسخريوطي: «رواية لوقا حول وفاة يهوذا في سفر أعمال الرسل الإصحاح الأول العدد 18، بالكاد تتوافق مع جاء في إنجيل متى الإصحاح 27 العدد 3-10». ففي إنجيل متى الإصحاح 27 العدد 3-8، أعاد يهوذا الرشوة التي أخذها ليُسلّم يسوع، ورمي الأموال في المعبد قبل أن يشنق نفسه. ولم يقبل كهنة المعبد، إعادة الاموال المدنّسة إلى الخزينة، وبدلاً من ذلك استخدموها لشراء حقل بها «حقل الفخّاري» ليكون مدفنًا للغرباء. وفي سفر أعمال الرسل الإصحاح الأول العدد 18، استخدم يهوذا مال الرشوة لشراء الحقل لنفسه، كما نُسبت وفاته إلى إصابات لحقت به بعد سقوطه في هذا الحقل. إلا أن علماء آخرين رأوا بأنه يمكن التوفيق بين تلك القصص المتناقضة.